# Clorfenamina

Una altra manera de visualitzar la molècula

La clorfenamina o clorfeniramina (maleat de clorfenamina) és un compost químic utilitzat en medicina com a fàrmac antihistamínic.
En quadres al·lèrgics s'usa per alleujar la rinitis, la rinorrea; la urticaria; l'esternut; la picor d'ulls, nas i gola; la picada d'insectes, heura verinosa i taques causades per aliments o cosmètics.
És un antihistamínic de primera generació, que generalment produeix somnolència. No ha d'administrar-se en l'embaràs ni durant la lactància, ni a menors d'1 any; tampoc és recomanable si es va a manejar maquinària perillosa.
És un derivat de la propilamina, que competeix amb la histamina pels receptors H1, presents en les cèl·lules efectores; per tant eviten, però no reverteixen les respostes intervingudes només per la histamina. Les accions antimuscaríniques produeixen sequetat en la mucosa oral; travessa la barrera hematoencefàlica i produeix sedació deguda a l'ocupació de receptors H3 cerebrals, que estan implicats en el control de l'estat de vigília. Impedeix les respostes a l'acetilcolina intervingudes per receptors muscarínicos.
S'absorbeix bé després de l'administració oral o parenteral. La seva unió a les proteïnes plasmàtiques és de 72 per cent. Es metabolitza en el fetge. La seva vida mitjana és de 12 a 15 hores. La durada de l'acció és de 4 a 25 hores. S'elimina per via renal.

## Descripció
La clorfenamina és un bloquejant dels receptors d'histamina, estructuralment semblada a la bromfeniramina encara que produeix menys somnolència que aquesta. La clorfenamina forma part de moltes especialitats farmaceútiques que s'utilitzen sense recepta, constituint part de nombroses associacions amb altres fàrmacs. La clorfenamina, sola o en combinació amb altres fàrmacs, s'utilitza per alleujar els símptomes produïts per la rinitis primaveral, el refredat comú i per tractar tot tipus d'al·lèrgies. Encara que en general s'usa per via sistémica, existeixen formulacions per a aplicacions tòpiques en ulls, oïdes, mans i pell.
La clorfenamina és un antihistamínic de primera generació que actua com a antagonista dels receptors H1 de la histamina. És estructuralment semblant a la bromfeniramina, però sol produir menys somnolència. La clorfenamina es troba disponible en diverses formulacions farmacèutiques sense necessitat de recepta mèdica i sovint es combina amb altres principis actius. Es fa servir habitualment per alleujar símptomes associats amb la rinitis al·lèrgica, el refredat comú i diverses manifestacions d’al·lèrgia. A més de les presentacions orals per via sistèmica, també existeixen formes tòpiques per a ús ocular, cutani i en altres àrees localitzades.

## Mecanisme d'acció
Els antagonistes de la histamina no inhibeixen la secreció d'histamina pels mastòcits com fan el cromoglicato o el nedocromil, sinó que competeixen amb la histamina en els receptors H1 del tracte digestiu, úter, grans gots i músculs llisos dels bronquis. El bloqueig d'aquests receptors suprimeix la formació d'edema, vasodilatació i prurito que resulten de l'acció de la histamina. Un gran nombre de bloquejants H1 d'histamina també tenen efectes anticolinérgicos deguts a una acció antimuscarínica central. No obstant això, els efectes anticolinérgicos de la clorfeniramina són moderats.
Els efectes sedants de la clorfeniramina es deuen a una acció sobre els receptors histamínicos del sistema nerviós central. L'administració crònica de la clorfeniramina pot ocasionar una certa tolerància.

## Farmacocinètica
La clorfeniramina es pot administrar oralment, per via subcutània, intramuscular o intravenosament. Per via oral, aquest fàrmac s'absorbeix bastant bé. Els aliments retarden la seva absorció, però sense afectar la biodisponibilidat. El començament de l'acció antialérgica de la clorfeniramina s'observa als 30-60 minuts i és màxima a les 6 hores, mentre que les concentracions plasmàtiques màximes es detecten a les 2 hores de l'administració. La durada dels efectes terapeútics oscil·la entre les 4 i 8 hores. La clorfeniramina s'uneix a les proteïnes del plasma en un 72%, es distribueix bé pels teixits i fluids de l'organisme, creua la barrera placentària i s'excreta en la llet.
El fàrmac es metabolitza extensament i ràpidament, primer en la mateixa mucosa gàstrica i després en el seu primer pas pel fetge: es produeixen diversos metabòlits N-desllogats que s'eliminen en l'orina conjuntament amb el fàrmac sense alterar. La semi-vida plasmàtica és de 2 a 4 hores, si bé la semi-vida d'eliminació varia segons l'edat dels pacients: en els adults sans és de 20 a 24 hores, mentre que en els nens, es redueix a la meitat. En els pacients amb insuficiència renal, la semi-vida d'eliminació depèn del grau de la insuficiència podent arribar a les 300 hores o més en els pacients sota hemodiàlisis. La velocitat de l'eliminació depèn del pH i de la quantitat d'orina excretada, disminuint quan el pH augmenta.

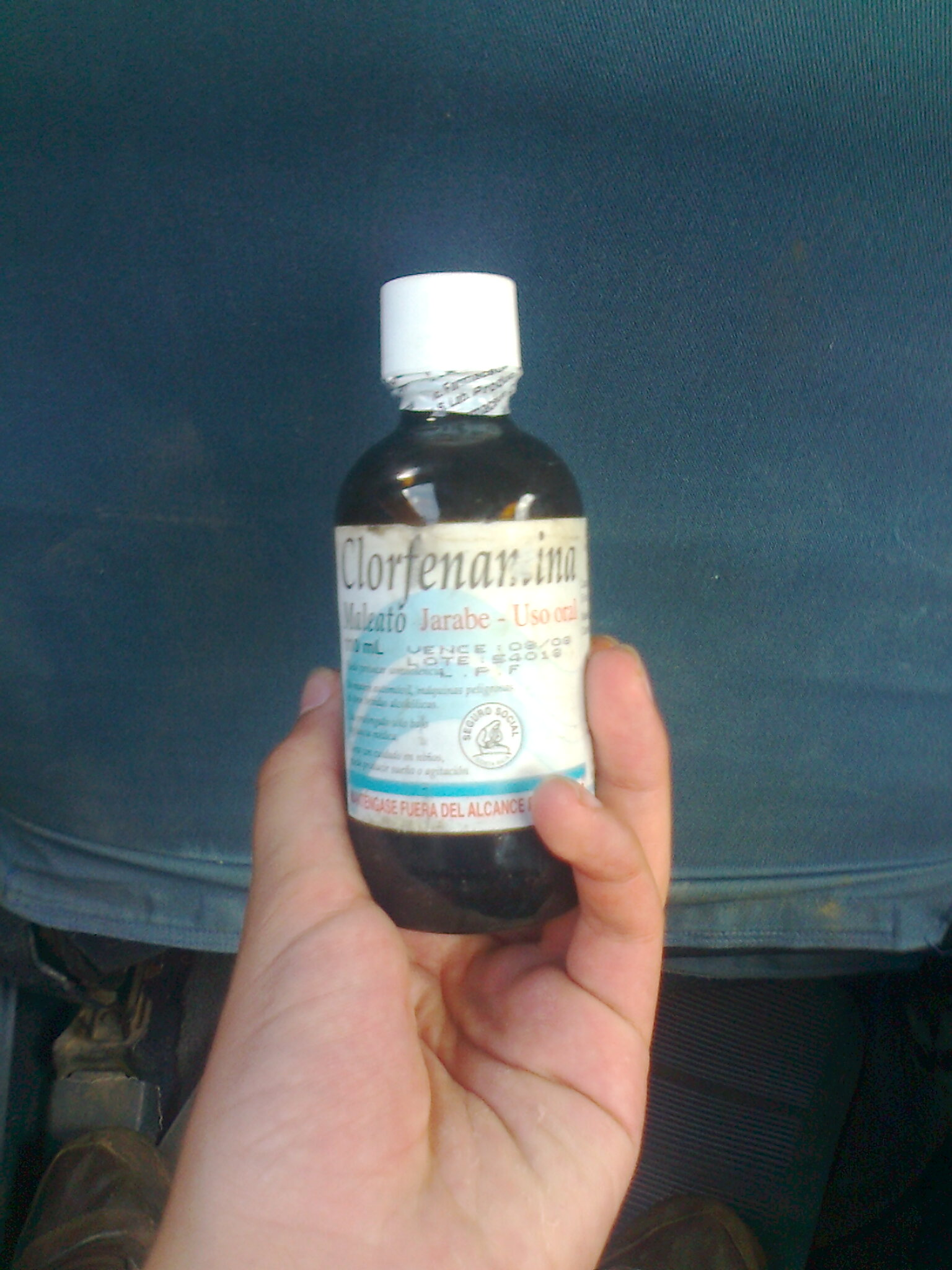
Flascó de clorfenamina.

## Indicacions i posologia
Per a la prevenció i tractament de la conjuntivitis al·lèrgica, rinitis, febre del fenc, símptomes del refredat comú i altres símptomes al·lèrgics:
Administració oral (comprimits, xarops, etc)
- Adults i adolescents: les dosis recomanades són de 4 mg p.os cada 4-6 hores fins a un màxim de 24 mg/dia
- Nens de 6 a 12 anys: les dosis recomanades són de 2 mg p.os cada 4-6 h fins a un màxim de 12 mg/dia
- Nens de 2 a 5 anys: les dosis recomanades són d'1 mg p.os cada 4-6 h fins a un màxim de 6 mg/dia

Administració subcutània
- Nens de < 6 anys: les dosis recomanades són de 87.5 µg/kg o 2.5 mg/m2 s.c. quatre vegades al dia fins a un màxim de 12 mg/dia.

Administració intramuscular, intravenosa o subcutània
- Adults i adolescents: la dosi recomanada és de 10—20 mg i.m., s.c. o i.v. en una dosi única, amb un màxim de 40 mg/24 h

Tractament de la anafilaxia (conjuntament amb epinefrina):
Administració intravenosa:
- Adults i adolescents: la dosi recomanada és de 10 a 20 mg en una bitlla i.v. en 1 minut. No s'han d'administrar més de 40 mg/24 h. No s'aconsellen les administracions subcutània o intramuscular a causa de l'absorció per aquestes vies és afectada per la anafilaxia

Administració oral;
- Adults: les dosis de 4—8 mg p.os 3 vegades al dia són eficaços per controlar la naúsea i el vòmit en la major part dels casos

Les dosis màximes recomanades són:
- Adults: 24 mg/dia per via oral; 40 mg/dia i.m., s.c. o i.v.
- Nens de > 6 anys 12 mg/dia per via oral o s.c.
- Nens de 2 a 5 anys: 4 mg/dia per via oral
- Malalts renals (incloent els sotmesos a hemodiàlisi): encara que no existeixen pautes de tractament específiques, no semblen necessaris reajustaments en les dosis
- Pacients amb insuficiència hepàtica: poden ser necessaris reajustaments en les dosis depenent del grau d'insuficiència hepàtica i de la resposta clínica

## Contraindicacions
- L'activitat anticolinèrgica dels antagonistes H1 d'histamina ocasiona un espessiment de les secrecions bronquials, la qual cosa pot agreujar atacs aguts d'asma o la malaltia pulmonar obstructiva crònica (EPOC). Encara que els antihistamínics H1 han de ser evitats durant els atacs aguts d'asma, la seva utilització no queda exclosa en els pacients amb asma, en particular quan aquesta té un component al·lèrgic.

- La clorfeniramina està classificada dins de la categoria B de risc en l'embaràs. No obstant això, els antagonistas H1 d'histamina no han de ser utilitzats en la dues setmanes anteriors al part, a causa d'una possible associació entre aquests fàrmacs i una fibrolasia retrolenticular que s'ha observat en alguns prematurs. No s'han dut a terme estudis clínics controlats amb la clorfeniramina durant la gestació, per la qual cosa no es recomana la seva utilització durant l'embaràs, a menys que els seus beneficis superin clarament els possibles riscos per al fetus. A més, en cas de ser utilitzada, es recomana que la seva administració sigui el més breu possible. Així, per exemple, no s'ha de recórrer a el seu ús per a l'alleujament del constipat comú, sent preferibles mètodes no fármacológics(descans, ingesta d'abundants fluids, etc).

- D'igual forma, la clorfeniramina s'ha d'utilitzar amb precaució durant la lactància. S'han comunicat efectes secundaris en lactants les mares dels quals es trobaven sota tractament amb clorfeniramina consistents en irritabilitat, plor excessiu, somni alterat i hipereexcitabilidat. S'ha d'evitar l'ús de la clorfeniramina durant la lactància, en particular les formulacions retardades. En cas de ser imprescindible, es recomana la seva administració a la nit després de l'últim pit. En efecte, donada la relativament curta semi-vida del fàrmac és menys probable que es trobi en la llet del pit següent. Alternativament, pot considerar-se la lactància artificial.

- La clorfeniramina està aprovada per a la seva utilització en nens de més de 2 anys. No obstant això, en alguns nens els antagonistas H1 d'histamina ocasionen una estimulació paradoxal del sistema nerviós central. Com a regla general, es recomana no administrar aquest tipus de productes a nens de menys de 6 anys, en particular les formulacions d'acció sostinguda o retardada. Tampoc s'han d'administrar a nounats per la possibilitat d'una estimulació del sistema nerviós central que pot conduir fins i tot a convulsions.

- La clorfeniramina s'ha d'usar amb precaució en els malalts amb glaucoma d'angle tancat: a causa de la seva activitat anticolinèrgica pot augmentar la pressió intraocular desencadenant un atac agut de glaucoma. En aquest sentit, els ancians i pacients de la tercera edat són més susceptibles podent precipitar la clorfeniramina un glaucoma no diagnosticat. Altres efectes de la clorfeniramida deguts a la seva acció anticolinèrgica són sequetat ocular i visió borrosa, la qual cosa pot afectar de forma significativa als portadors de lents de contacte.

- Encara que els efectes anticolinérgics de la clorfeniramina són, en general moderats, s'ha assenyalat un agreujament dels símptomes en pacients amb obstrucció de la bufeta o de l'ili, hiperplàsia benigna de pròstata o retenció urinària.[5] Els ancians són, igualment, els més susceptibles a aquests efectes anticolinérgics.

- La clorfeniramina és extensament metabolitzada en el fetge de manera que el seu metabolisme pot veure's afectat en casos d'insuficiència hepàtica. En els pacients amb disfunció hepàtica, les dosis de clorfeniramina hauran de ser ajustades, monitoritzant amb freqüència la funció hepàtica i els efectes adversos.

- En els malalts cardíacs, les antihistamines H1, incloent la clorfeniramina s'han d'usar amb precaució. En efecte, aquests fàrmacs tenen una activitat semblant a la de la quinidina i poden produir taquicàrdia sinusal, hipotensió i arrítmies en pacients propensos.

- La clorfeniramina produeix somnolència, la qual cosa ha de ser tingut en compte pels automobilistes i els conductors de maquinària i en els adults majors. L'efecte advers descrit amb major freqüència en utilitzar antihistamínics de primera generació com la clorfenamina és la sedació, la qual és significativament major que l'observada en pacients que solament van rebre placebo.[6]

## Interaccions
La clorfeniramina posseeix una certa activitat anticolinèrgica que pot ser potenciada per altres fàrmacs amb efectes antimuscarínics. L'ús d'inhibidors de la monoaminooxidasa (IMAOs) està contraindicado conjuntament amb els antagonistes H1 d'histamina incloent la clorfeniramina. Alguns fabricants recomanen no ulilitzar antihistaminícs almenys en 2 setmanes després d'haver interromput un tractament amb IMAOs.
Altres fàrmacs amb activitat antolinérgica significativa són els antidepressius tricíclics (p. ex. la amitriptilina o la clomipramina), les fenotiazines (clorpromazina, prometazina, etc) i la benzotropina. Tots ells poden potenciar l'activitat anticolinèrgica de la clorfeniramina.
Encara que la clorfeniramina només posseeix uns efectes sedants suaus, pot ocasionar una depressió severa del sistema nerviós central si es combina amb altres fàrmacs que deprimeixen el SNC com la entacapona, els barbitúricos, els anxiolíticos, sedants i hipnòtics, opiáceos, nalbufina, pentazocina o altres antihistamínics H1. No obstant això, alguns dels antihistaminicos de segona generació com el astemizol, la loratadina o la terfenadina no potencien els efectes sedants de la clorfeniramina.
La ingestió de begudes alcohòliques durant el tractament amb clorfeniramina està contraindicada, ja que l'alcohol pot potenciar els seus efectes sedants, ocasionant una greu somnolència.

## Reaccions adverses
Com és el cas de totes les antihistaminics de primera generació, les reaccions adverses més freqüents són les que s'originen per depressió del sistema nerviós central (sedació, somnolència, marejos, etc). Existeix una considerable variabilitat entre els pacients pel que fa als efectes sedants provocats per la clorfeniramina, de manera que aquests han de ser advertits que aquest fàrmac pot afectar de forma significativa la seva capacitat mental a l'hora de conduir un vehicle o de manejar maquinària. Aquests efectes secundaris poden desaparèixer al cap d'uns pocs dies, però si persisteixen és necessari considerar una reducció de la dosi o el canvi a un altre antihistamínic.
Altres efectes secundaris sobre el sistema nerviós central són les cefalees i la feblesa muscular. Paradoxalment, els antagonistas H1 d'histamina poden produir una estimulació del sistema nerviós central, en particular amb dosis altes i en els nens. Aquesta estimulació es manifesta per al·lucinacions, atàxia, insomni, palpitacions, psicosis i en casos molt severs convulsions.
La clorfeniramina posseeix una certa activitat anticolinèrgica que es pot traduir durant el tractament en un augment de les secrecions bronquials, xerostomia, retenció urinària, midriasi i visió borrosa. Els ancians són més susceptibles a aquests efectes que la població en general.
Els antagonistas H1 d'histamina, incloent la clorfeniramina poden produir algunes reaccions adverses sobre el tracte digestiu, com nàusees, vòmits, constipación i dolor abdominal. L'administració del fàrmac amb llet o amb el menjar alleuja moltes d'aquests efectes secundaris.
Alguns efectes cardiovasculars, probablement deguts a l'activitat anticolinèrgica de la clorfeniramina, són taquicàrdia sinusal, extrasístoles, palpitacions i arrítmies cardíaques. Poden produir-se hipotensió o hipertensió, però rares vegades tenen significancia clínica.
En alguns casos molt rars, s'ha associat la clorfeniramina a disfuncions hematològiques com agranulocitosi, anèmia aplásica i trombocitopenia. En la majoria dels casos aquestes anomalies van desaparèixer quan es va aturar l'administració del fàrmac.